# Stadio Alfredo Terrera
Lo stadio Alfredo Terrera (in spagnolo: Estadio Alfredo Terrera) è un impianto sportivo di Santiago del Estero, in Argentina. Ospita le partite interne del Club Atlético Central Córdoba de Santiago del Estero ed ha una capienza di 20.000 spettatori.

## Storia
Lo stadio fu inaugurato il 21 ottobre 1946. Nell'estate del 2019, in occasione della storica promozione del Ferro in Primera División sono state apportate alcune migliorie all'impianto come la realizzazione di una nuova sala stampa, un nuovo impianto d'illuminazione e la sostituzione delle inferriate a bordo campo con delle vetrate.